# ابزار سنگی

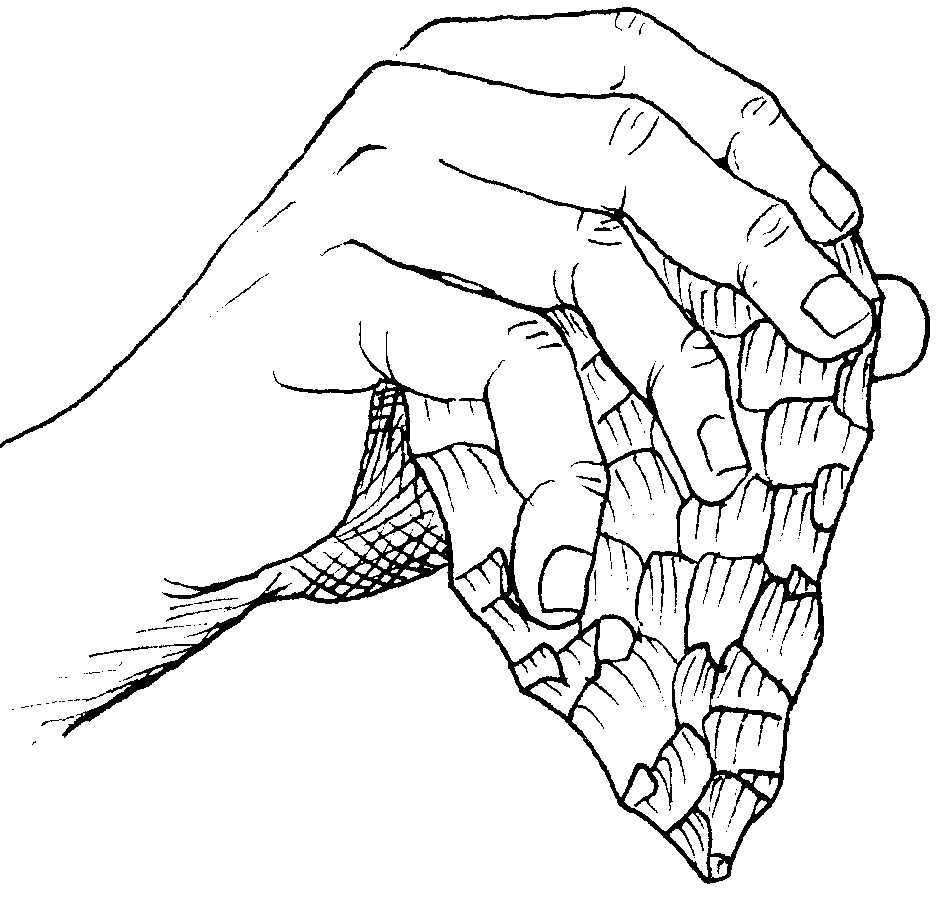
تبر یا تیشهٔ سنگی

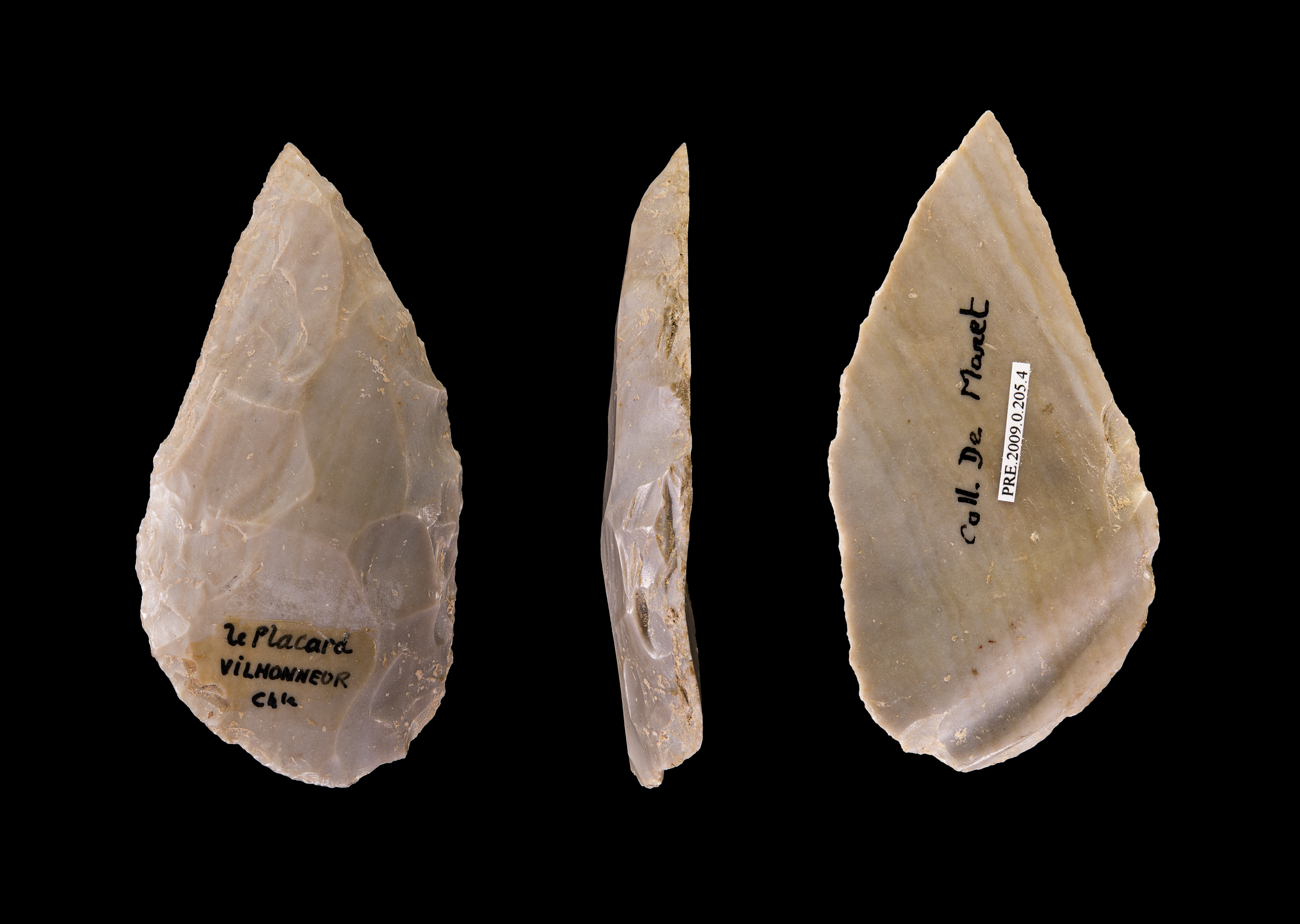
ابزار سنگی موسوم به موستری کشف شده در شرانت، فرانسه

ابزار سنگی، به معنای عمومی آن، به هر ابزاری که تمام یا قسمتی از آن از سنگ ساخته شده باشد، گفته می‌شود. هرچند که امروز جوامع و فرهنگ‌های وابسته به ابزار سنگی هنوز هم وجود دارند، بیشتر ابزارهای سنگی، اشاره و در رابطه با فرهنگ‌های دوران پیشاتاریخ و به ویژه در دوره‌های عصر سنگ است که امروز منقرض شده‌اند. باستان‌شناسان در مطالعهٔ جوامع پیش از تاریخ به مطالعهٔ ابزار سنگی به عنوان تجزیه و تحلیل خطی (Lithic analysis) اشاره می‌کنند. باستان‌مردم‌شناسی جستار و زمینهٔ تحقیق ارزشمندی در مسیر پیشبرد درک مفهوم سنت‌های فرهنگی ساخت و استفاده از ابزار سنگی بوده‌است.
از سنگ برای استفاده در طیف وسیعی از ابزارهای مختلفی در طول تاریخ از جمله سر پرتابه‌ها، سرنیزهٔ سنگی و آسیاب سنگی استفاده شده‌است. ابزارهای سنگی ممکن است از سنگ ساییده شده، تراشه سنگی یا «سنگ لپه» (پریده) ساخته شده باشند و فردی که ابزاری را با به‌کارگیری سنگ لپه‌ها (تیغه‌های سنگی) ایجاد می‌کند، به عنوان یک «سنگ‌پیرا» شناخته می‌شود).